# 11473 Barbaresco
11473 Barbaresco è un asteroide della fascia principale. Scoperto nel 1982, e battezzato ufficialmente Barbaresco nel 2003, presenta un'orbita caratterizzata da un semiasse maggiore pari a 2,6322029 UA e da un'eccentricità di 0,2431545, inclinata di 9,87980° rispetto all'eclittica.